# Hanter-dro
Hanter-dro – taniec bretoński wywodzący się z Vannes. Tak samo jak w gawocie, tancerze trzymają się mocno siebie nawzajem i jest to taniec nóg (w przeciwieństwie do wielu tańców wantejskich jak ridées czy an-dro które mogą być uważane za tańce rąk). Dosłownie, bretońskie hanter-dro oznacza pół koła/pół okrążenia. Określany czasem jako hanterdañs, oznacza więc pół-taniec.

## Pochodzenie
Hanter-dro wywodzi się z renesansowych  branli. Wraz ze zmieniającą się modą, w połowie XIX wieku, taniec zaczął zanikać i został stopniowo zastąpiony przez laridés, które wykształciły się w drugiej połowie XIX wieku.